# علاء حسني
علاء حسني هو ممثل مصري وُلد بمحافظة بورسعيد وتخرج من قسم المحاسبة بكلية التجارة، ثُم التحق بالدراسة في قسم التمثيل والإخراج بالمعهد العالي الفنون المسرحية، ثم استكمل دراساته العليا بعد تخرجه فحصل على دبلومة الإخراج الدرامي في المسرح، وشارك في العديد من العروض المسرحية والأعمال التليفزيونية.

## مسيرته الفنية
اهتم علاء حسني بالتمثيل أثناء دراسته بكلية التجارة فشارك بالتمثيل في العروض المسرحية على مسرح الجامعة، وبعد تخرجه التحق بالدراسة في قسم التمثيل والإخراج بالمعهد العالي الفنون المسرحية، ثم استكمل دراساته العليا بعد تخرجه من المعهد فحصل على دبلومة الإخراج الدرامي في المسرح ليعمل بعد ذلك كمدرس مُساعد بالمعهد العالي للفنون المسرحيّة. بدأ علاء حسني مسيرته الفنية كمدير إنتاج في عام 2001 وكان ذلك في فيلم «الساحر» من بطولة الممثل الراحل محمود عبد العزيز، ثم اتّجه للتمثيل ليشارك في عدد من الأعمال بالسينما والدراما التليفزيونيّة وكان من أبرز مشاركاته في السينما أداءه لشخصية جمال مبارك نجل الرئيس المصري الراحل محمد حسني مبارك في فيلم «مولانا» في عام 2015، وكان من أبرز مشاركاته في المسلسلات التليفزيونية دوره في مسلسل «مملكة إبليس» ودوره أحمد أنيس في مسلسل «الآنسة فرح» من 2019 إلى 2022.

## أعماله
| سنة العرض | اسم العمل                                    | نوع العمل | الدور                         |
| --------- | -------------------------------------------- | --------- | ----------------------------- |
| 2021-2022 | الآنسة فرح                                   | مسلسل     | أحمد أنيس (22 حلقة)           |
| 2022      | منورة بأهلها                                 | مسلسل     | أشرف                          |
| 2020      | خيط حرير                                     | مسلسل     | مصطفى                         |
| 2020      | مملكة إبليس - الجزء الثاني (نار الجنة)       | مسلسل     | الشيخ رمزي السايح             |
| 2020      | مملكة إبليس - الجزء الثاني (أسطورة الأساطير) | مسلسل     | الشيخ رمزي السايح             |
| 2018      | الديزل                                       | فيلم      | ضابط الأمن الوطني             |
| 2018      | عائلة الحاج نعمان (الجزء الثاني)             | مسلسل     | حامد                          |
| 2017      | 30 يوم                                       | مسلسل     |                               |
| 2017      | الجماعة ج2                                   | مسلسل     | الضابط صلاح شادي              |
| 2017      | عشم إبليس                                    | مسلسل     |                               |
| 2017      | مولانا                                       | فيلم      | جلال                          |
| 2015      | استيفا                                       | مسلسل     | نبيل المحامي (الحلقات 19 و20) |
| 2015      | بين السرايات                                 | مسلسل     | إبراهيم                       |
| 2015      | مولد وصاحبه غايب                             | مسلسل     | مجدي                          |
| 2015      | ولاد رزق                                     | فيلم      |                               |
| 2013      | آدم                                          | فيلم قصير | محمود                         |
| 2013      | الحفلة                                       | فيلم      | صفوت                          |
| 2013      | ألف سلامة                                    | مسلسل     |                               |
| 2013      | بدون ذكر أسماء                               | مسلسل     | سعيد القصاص                   |
| 2012      | ربيع الغضب                                   | مسلسل     |                               |
| 2012      | طرف تالت                                     | مسلسل     | هيثم الدميري                  |
| 2010      | عرض خاص                                      | مسلسل     | علاء حسني                     |
| 2009      | بدل فاقد                                     | فيلم      |                               |
| 2008      | قصص بوليسية                                  | مسلسل     | ماهر أبو النجا                |
| 2008      | نفق الشيطان                                  | مسلسل     |                               |
| 2007      | الإمام الشافعي                               | مسلسل     |                               |
| 2007      | حكايات المدندش                               | مسلسل     | عاطف الساكت                   |
| 2006      | مطعم تشي توتو                                | مسلسل     | سعيد المثقف                   |
| 2001      | الساحر                                       | فيلم      | مدير إنتاج                    |

## دعاوى قضائية
قضت محكة الأسرة في عام 2022 بحبس علاء حسني لمدة شهر في الدعوى القضائية المقامة ضده من طليقته لامتناعه عن دفع نفقة ابنته عقب الانفصال عن والدتها.

## روابط خارجية
- صفحة الممثل على موقع قاعدة بيانات الأفلام العربية